# 칸바라 다이치
칸바라 다이치(神原大地, 1983년 8월 30일 ~ )는 일본의 남자 성우이다. 아임 엔터프라이즈 소속.
오사카부 출신.